# SN 2005aq
SN 2005aq – supernowa typu IIn odkryta 7 marca 2005 roku w galaktyce NGC 1599. W momencie odkrycia miała maksymalną jasność 17,30m.